# Mancagallina
La Mancagallina, nota anche come Mangagallina è una strada della provincia di Cosenza . La strada è stata costruita dalla Guardia Forestale alla fine degli anni ottanta e collega Parantoro (frazione di Montalto Uffugo) con il rifugio forestale Mangia & Bevi. È conosciuta dagli escursionisti e dai cicloamatori calabresi, per la sua durezza e per la bellezza dei boschi di castagno che attraversa. Le pendenze della strada in alcuni lunghi rettilinei arrivano anche al 15%.